# Society for Human Resource Management
La Society for Human Resource Management (SHRM), dont le siège est situé à Alexandria, en Virginie, est une association américaine de professionnels de la gestion des ressources humaines. Fondée en 1948, SHRM compte actuellement plus de 225 000 membres dans plus de 100 pays. L'association délivre des formations, des certifications, anime un réseau relationnel entre ses membres et mène des actions de lobbying sur les sujets relatifs à la gestion des ressources humaines.

## Histoire
L'American Society for Personnel Administration (ASPA) a été fondée en 1948 par un groupe de 28 personnes dont le but était de promouvoir les intérêts de ses membres et de la profession qu'ils pressentaient en mutation. Sa première conférence annuelle s'est tenue à Cleveland et a rassemblé 67 participants.
Jusqu'en 1964, l'ASPA était une organisation strictement bénévole, n'avait pas de locaux et n'employait pas de personnel. Le premier directeur, Leonard Brice, a été embauché en 1964, et il a été décidé que le siège serait situé à Berea, en Ohio, où il résidait. L'association comptait alors 3 152 membres et employait 5 salariés.
L'organisation resta basée dans l'Ohio jusqu'en 1984 lorsque, sous la présidence de Ron Pilenzo, elle déplaça son siège à Alexandria. Elle comptait alors 35 000 membres et employait 39 personnes. En 1989, le nom d'American Society for Personnel Administration (ASPA) fut changé pour Society for Human Resource Management (SHRM) pour mieux rendre compte de l'élargissement de son champ de préoccupation et d'activité.
L'association emploie aujourd'hui plus de 200 personnes, et comprend 20 départements spécialisés au service de ses membres.

## Centres d'intérêt
SHRM fournit une information régulière à ses membres, édite des rapports et publications et organise des conférences sur un grand nombre de thèmes relatifs à la gestion des ressources humaines (gestion des âges, rémunérations, discrimination, politique d'embauche, description d'emplois, sécurité au travail, harcèlement sexuel, formation, licenciement, relations syndicales, droit du travail, violence au travail, etc.).

## Certifications
À travers son Human Resource Certification Institute (HRCI), SHRM délivre trois certifications, Professional in Human Resources (PHR), Senior Professional in Human Resources (SPHR) et Global Professional in Human Resources (GPHR).

## Publications
HR Magazine